# Santos Muntubile
Jean N’diela Muntubile, plus communément appelé « Santos Muntubile », né le 20 décembre 1958 à Léopoldville, est un ancien footballeur et entraîneur congolais.
Il évolue comme milieu offensif et attaquant, notamment au FC Sochaux.

## Biographie
Jean N’diela Muntubile, dit « Santos », est repéré par les recruteurs du FC Sochaux en 1980. C'est un ailier souple[pas clair], rapide et bon dribbleur. Après une première saison dans le club franc-comtois, il est prêté en 1981-1982 à l'Olympique de Marseille qui évolue alors en Division 2. Il retourne ensuite à Sochaux, où il restera jusqu'en 1984. Il compte 50 matches et 2 buts marqués en Division 1 avec Sochaux. Il poursuite ensuite sa carrière en Allemagne  et en France . Il est international congolais entre 1985 et 1990.
Dans les années 2000, il commence une carrière d'entraîneur. Il travaille notamment au Tout Puissant Mazembe de 2005 à 2007 et au Daring Club Motema Pembe en 2009. Il est à la tête de la sélection nationale locale qui remporte le Championnat d'Afrique des nations en 2009. Il est sélectionneur national de la République démocratique du Congo  à plusieurs reprises, notamment en 2011 et en 2013-2014.

## Profil du Joueur
Jean-Santos Muntubile Ndiela, est un ancien joueur de Football de 11 âgé de 65 né le 1958-12-20 à Kinshasa, Congo RD. Il a joué en tant que Milieu.

## Carrière de joueur
- 1976-1980:  AS Bilima Kinshasa
- 1980-1981:  FC Sochaux
- 1981-1982:  Olympique de Marseille
- 1982-1984:  FC Sochaux
- 1984-1986:  Sarrebruck
- 1986-1988:  SC Bastia
- 1988-1991:  US Valenciennes-Anzin
- 1991-1995:  ESA Brive

## Carrière entraineur
- 2005-2007 :  TP Mazembe
- 2009-2009 :  DCMP Imana
- 2013-2014 :  RD Congo

## Prix et récompenses
En tant qu'entraîneur
- Championnat d'Afrique des nations (CHAN)
  - Vainqueur en 2009
- Championnat de la RD Congo (3)
  - Champion en  2001, 2006, 2007.

## Sources
- Marc Barreaud, Dictionnaire des footballeurs étrangers du championnat professionnel français (1932-1997),Editions l'Harmattan, 2001. cf. notice du joueur page 272.
- Alain Pécheral, La grande histoire de l'OM, des origines à nos jours, L'Équipe, 2007. cf. notice du joueur page 492.
- Col., Football 84, Les guides de l'Équipe, 1983. cf. page 41.